# Rok Kopitar
Pour les articles homonymes, voir Kopitar.
Rok Kopitar (né le 5 mai 1959 à Celje) est un athlète slovène représentant la Yougoslavie, spécialiste du 400 mètres haies.
Il termine cinquième aux Jeux olympiques de 1980. Son meilleur temps est de 49 s 11 en 1980 qui est un record national slovène jusqu'en 2022. Il remporte la médaille d'or lors des Jeux méditerranéens de 1979, à Split.
Peu après les Jeux olympiques, il commence à souffrir de blessures au tendon d'Achille et perd peu à peu le contact avec la compétition. En 1984, il manque les Jeux olympiques de Los Angeles à cause d'une blessure, et en 1988, à Séoul, il est éliminé en séries. Il prend sa retraite sportive en 1990.

## Palmarès
| Date | Compétition           | Lieu   | Résultat | Épreuve     | Performance  |
| ---- | --------------------- | ------ | -------- | ----------- | ------------ |
| 1979 | Jeux méditerranéens   | Split  | 1er      | 400 m haies | 49 s 70      |
| 1979 | Jeux méditerranéens   | Split  | 2e       | 4 x 400 m   | 3 min 4 s 33 |
| 1980 | Jeux olympiques d'été | Moscou | 5e       | 400 m haies | 49 s 67      |

### National
- 9 titres au 400 m haies : 1978-80, 1982-86, 1989[2].

### Records
| Épreuve          | Performance | Lieu    | Date        |
| ---------------- | ----------- | ------- | ----------- |
| 400 mètres haies | 49 s 11     | Maribor | 3 juin 1980 |